# Tour de Alberta 2013
La 1ª edición del Tour de Alberta se disputó desde el 3 al 8 de septiembre de 2013.
El recorrido incluyó un prólogo inicial en Edmonton y 5 etapas totalizando 810 km. La última etapa se realizó en la ciudad de Calgary.
Integró el calendario del UCI America Tour 2012-2013 dentro de la categoría 2.1.

## Equipos participantes
Participaron 15 equipos: 6 de categoría UCI ProTeam, 2 de categoría Profesional Continental, 6 de categoría Continental y una selección de Canadá.
Hubo varias figuras del pelotón internacional que tomaron parte en esta 1.ª edición como ser: Cadel Evans, Peter Sagan, Ryder Hesjedal, Robert Gesink entre otros.
| Equipo                                      | Categoría               |
| ------------------------------------------- | ----------------------- |
| Garmin-Sharp                                | UCI ProTeam             |
| BMC Racing Team                             | UCI ProTeam             |
| Orica GreenEDGE                             | UCI ProTeam             |
| Cannondale Pro Cycling                      | UCI ProTeam             |
| Team Argos-Shimano                          | UCI ProTeam             |
| Belkin Pro Cycling Team                     | UCI ProTeam             |
| Champion System Pro Cycling Team            | Profesional Continental |
| UnitedHealthcare Pro Cycling Team           | Profesional Continental |
| Bissell Cycling                             | Continental             |
| Equipe Garneau-Québecor                     | Continental             |
| Jelly Belly presented by Kenda              | Continental             |
| Optum presented by Kelly Benefit Strategies | Continental             |
| Team Smartstop-Mountain Khakis              | Continental             |
| 5 Hour Energy                               | Continental             |
| Selección de Canadá                         |                         |

## Etapas
| Etapa   | Fecha           | Recorrido                 | Km        | Ganador               | Líder                 |
| Prólogo | 3 de septiembre | Circuito en Edmonton      | 7,3 (CRI) | Peter Sagan           | Peter Sagan           |
| 1.ª     | 4 de septiembre | Strathcona County-Camrose | 158       | Peter Sagan           | Peter Sagan           |
| 2.ª     | 5 de septiembre | Devon-Red Deer            | 175       | Silvan Dillier        | Peter Sagan           |
| 3.ª     | 6 de septiembre | Strathmore-Drumheller     | 169       | Rohan Dennis          | Rohan Dennis          |
| 4.ª     | 7 de septiembre | Black Diamond (circuito)  | 169       | Cadel Evans           | Rohan Dennis          |
| 5.ª     | 8 de septiembre | Okotoks-Calgary           | 132       | Peter Sagan           | Rohan Dennis          |
|         | Total           | Total                     | 810       | Ganador: Rohan Dennis | Ganador: Rohan Dennis |

## Clasificaciones finales

### Clasificación general
| Posición | Ciclista            | Equipo                         | Tiempo           |
| -------- | ------------------- | ------------------------------ | ---------------- |
|          | Rohan Dennis        | Garmin Sharp                   | 17 h 48 min 40 s |
| 2        | Brent Bookwalter    | BMC Racing                     | a 18 s           |
| 3        | Damiano Caruso      | Cannondale                     | a 30 s           |
| 4        | Patrick Gretsch     | Argos-Shimano                  | a 31 s           |
| 5        | Robert Gesink       | Belkin                         | a 41 s           |
| 6        | Robert Sweeting     | 5 Hour Energy                  | a 54 s           |
| 7        | Francisco Mancebo   | 5 Hour Energy                  | a 55 s           |
| 8        | Ryan Anderson       | Optum-Kelly Benefit Strategies | a 56 s           |
| 9        | Matthias Friedemann | Champion System                | a 1 min 19 s     |
| 10       | Steven Kruijswijk   | Belkin                         | a 1 min 22 s     |

### Clasificación por puntos
| Posición | Ciclista         | Equipo                         | Puntos |
| -------- | ---------------- | ------------------------------ | ------ |
|          | Peter Sagan      | Cannondale                     | 40     |
| 2        | Rohan Dennis     | Garmin Sharp                   | 25     |
| 3        | Luka Mezgec      | Argos-Shimano                  | 24     |
| 4        | Eric Young       | Optum-Kelly Benefit Strategies | 21     |
| 5        | Brent Bookwalter | BMC Racing                     | 21     |

### Clasificación de la montaña
| Posición | Ciclista         | Equipo            | Puntos |
| -------- | ---------------- | ----------------- | ------ |
|          | Tom Slagter      | Belkin            | 37     |
| 2        | Robert Gesink    | Belkin            | 25     |
| 3        | Nic Hamilton     | Jelly Belly-Kenda | 18     |
| 4        | Rohan Dennis     | Garmin Sharp      | 16     |
| 5        | Brent Bookwalter | BMC Racing        | 15     |

### Clasificación de los jóvenes
| Posición | Ciclista           | Equipo                  | Puntos           |
| -------- | ------------------ | ----------------------- | ---------------- |
|          | Rohan Dennis       | Garmin Sharp            | 17 h 48 min 40 s |
| 2        | Jakub Novak        | BMC Racing              | a 1 min 27 s     |
| 3        | Tom Slagter        | Belkin                  | a 8 min 04 s     |
| 4        | Alexander Cataford | Equipe Garneau-Québecor | a 8 min 23 s     |
| 5        | Antoine Duchesne   | Selección de Canadá     | a 8 min 26 s     |

### Clasificación del mejor canadiense
| Posición | Ciclista           | Equipo                         | Puntos           |
| -------- | ------------------ | ------------------------------ | ---------------- |
|          | Ryan Anderson      | Optum-Kelly Benefit Strategies | 17 h 49 min 36 s |
| 2        | Alexander Cataford | Equipe Garneau-Québecor        | a 7 min 27 s     |
| 3        | Antoine Duchesne   | Selección de Canadá            | a 7 min 30 s     |
| 4        | Ryan Roth          | Champion System                | a 9 min 24 s     |
| 5        | Pierrick Naud      | Equipe Garneau-Québecor        | a 17 min 21 s    |

### Clasificación por equipos
| Posición | Equipo           | Tiempo           |
| -------- | ---------------- | ---------------- |
|          | BMC Racing       | 53 h 17 min 43 s |
| 2        | 5 Hour Energy    | a 12 min 13 s    |
| 3        | Belkin           | a 18 min 17 s    |
| 4        | Argos-Shimano    | a 33 min 37 s    |
| 5        | UnitedHealthcare | a 35 min 13 s    |

## Evolución de las clasificaciones
| Etapa (Vencedor)            | Clasificación general | Clasificación por puntos | Clasificación de la montaña | Clasificación de los jóvenes | Clasificación del mejor canadiense | Clasificación por equipos | Premio de la combatividad |
| --------------------------- | --------------------- | ------------------------ | --------------------------- | ---------------------------- | ---------------------------------- | ------------------------- | ------------------------- |
| Prólogo (CRI) (Peter Sagan) | Peter Sagan           | Rohan Dennis             | Tom Slagter                 | Peter Sagan                  | Ryder Hesjedal                     | Garmin-Sharp              | No se entregó             |
| 1.ª etapa (Peter Sagan)     | Peter Sagan           | Peter Sagan              | Tom Slagter                 | Peter Sagan                  | Ryder Hesjedal                     | Garmin-Sharp              | Jeremy Powers             |
| 2.ª etapa (Silvan Dillier)  | Peter Sagan           | Peter Sagan              | Tom Slagter                 | Peter Sagan                  | Ryder Hesjedal                     | BMC Racing                | Serghei Tvetcov           |
| 3.ª etapa (Rohan Dennis)    | Rohan Dennis          | Peter Sagan              | Robert Gesink               | Rohan Dennis                 | Ryan Anderson                      | BMC Racing                | Steve Morabito            |
| 4.ª etapa (Cadel Evans)     | Rohan Dennis          | Peter Sagan              | Tom Slagter                 | Rohan Dennis                 | Ryan Anderson                      | BMC Racing                | Antoine Duchesne          |
| 5.ª etapa (Peter Sagan)     | Rohan Dennis          | Peter Sagan              | Tom Slagter                 | Rohan Dennis                 | Ryan Anderson                      | BMC Racing                | Adam Farabaugh            |
| Final                       | Rohan Dennis          | Peter Sagan              | Tom Slagter                 | Rohan Dennis                 | Ryan Anderson                      | BMC Racing                | No se entregó             |

## UCI America Tour
La carrera al estar integrada al calendario internacional americano 2012-2013 otorgó puntos para dicho campeonato. El baremo de puntuación es el siguiente:
| Posición                    | 1.º | 2.º | 3.º | 4.º | 5.º | 6.º | 7.º | 8.º | 9.º | 10.º | 11.º | 12.º |
| Clasificación general final | 80  | 56  | 32  | 24  | 20  | 16  | 12  | 8   | 7   | 6    | 5    | 3    |
| Por etapa                   | 16  | 11  | 6   | 5   | 4   | 2   |     |     |     |      |      |      |
| Líder General por etapa     | 8   |     |     |     |     |     |     |     |     |      |      |      |

- Nota:Es importante destacar que los puntos que obtienen ciclistas de equipos UCI ProTeam no son tomados en cuenta en ésta clasificación, ya que el UCI America Tour es una clasificación cerrada a ciclistas de equipos Profesionales Continentales, Continentales y amateurs.

Los ciclistas que obtuvieron puntos fueron los siguientes:
| Ciclista            | Equipo                         | Puntos por la clasificación final | Puntos de etapa | Puntos de líder | Total |
| ------------------- | ------------------------------ | --------------------------------- | --------------- | --------------- | ----- |
| Robert Sweeting     | 5 Hour Energy                  | 16                                | -               | -               | 16    |
| Silvan Dillier**    | BMC Racing                     | -                                 | 16              | -               | 16    |
| Ryan Anderson       | Optum-Kelly Benefit Strategies | 8                                 | 5               | -               | 13    |
| Francisco Mancebo   | 5 Hour Energy                  | 12                                | -               | -               | 12    |
| Serghei Tvetcov     | Jelly Belly-Kenda              | -                                 | 11              | -               | 11    |
| Eric Young          | Optum-Kelly Benefit Strategies | -                                 | 11              | -               | 11    |
| Matthias Friedemann | Champion System                | 7                                 | -               | -               | 7     |
| Nicolai Brochner    | Bissell                        | -                                 | 6               | -               | 6     |
| Robert Förster      | UnitedHealthcare               | -                                 | 6               | -               | 6     |
| Jakub Novak**       | BMC Racing                     | 5                                 | -               | -               | 5     |
| Luke Keough         | UnitedHealthcare               | -                                 | 5               | -               | 5     |
| Ben Day             | UnitedHealthcare               | -                                 | 5               | -               | 5     |
| Antoine Duchesne    | Selección de Canadá            | -                                 | 4               | -               | 4     |
| Charles Huff        | Jelly Belly-Kenda              | -                                 | 2               | -               | 2     |
| Scott Zwizanski     | Optum-Kelly Benefit Strategies | -                                 | 2               | -               | 2     |
| Chad Haga           | Optum-Kelly Benefit Strategies | -                                 | 2               | -               | 2     |

- ** Silvain Dillier y Jakub Novak puntuaron para el UCI América Tour porque aunque corrieron para un equipo ProTeam (BMC), lo hicieron en calidad de stagiaire (aprendiz a prueba)..